# Elatostema simulans
Elatostema simulans är en nässelväxtart som beskrevs av Charles Budd Robinson. Elatostema simulans ingår i släktet Elatostema och familjen nässelväxter. Inga underarter finns listade i Catalogue of Life.